# 류세이 료
류세이 료(일본어: 竜星 涼, 1993년 3월 24일 ~ )는 일본의 배우이다.
도쿄도 출신. 켄온 소속.

## 내력
2009년 여름, 하라쥬쿠의 미용실에 가던 도중 스카우트되어, 2010년 1월부터 켄온에 정식 소속하게 된다. 4월, 후지 TV 드라마 《솔직하지 못해서》로 배우 데뷔.

## 출연

### 드라마
- 솔직하지 못해서 (2010년 4월 ~ 6월, 후지 TV) - 타카하시 마사후미 역
- 해머 세션! (2010년 7월 ~ 9월, TBS) - 히로세 타쿠미 역
- 비밀 (2010년 10월 ~ 12월, TV 아사히) - 소마 하루키 역
- 리바운드 (2011년 4월 ~ 6월, 닛폰 TV) - 수수께끼의 청년 (텐노 시로) 역
- 오란고교 호스트부 (2011년 7월 ~ 9월, TBS) - 네코자와 우메히토 역
- 11명이나 있어! 제2화 (2011년 10월 28일, TV 아사히) - 우노 역
- 수전전대 쿄류저 (2013년 2월 ~ 2014년 2월, TV 아사히) - 주연·키류 다이고/쿄류 레드(목소리) 역
- 여자 노부나가 (2013년 4월 5일 ~ 6일, 후지 TV) - 모리 란마루 역
- GTO 제2기 (2014년 7월 ~ 9월, 칸사이 TV) - 세리자와 코헤이 역
- 미안해 청춘! (2014년 10월 ~ 12월, TBS) - 오오키 류 역
- 미궁 수사 (2015년 5월 10일, TV 아사히) - 쿠키 유타 역
- 초한정 능력 (2015년 12월 20일, 후지 TV) - 주연·아키야마 슌타로 역
- 여자 구애의 밥 Season2 제3화 (2016년 2월 2일, MBS)
- 저승사자입니다. 제3 ~ 4화 (2016년 5월 7일 ~ 14일, 닛폰 TV) - 나카무라 료지 역
- 목소리 사랑 (2016년 7월 ~ 9월, TV 도쿄) - 효도 마코토 역
- 현자의 사랑 (2016년 8월 ~ 9월, WOWOW) - 사와무라 나오키 역
- THE LAST COP/라스트 캅 episode 0 (2016년 9월 17일, 닛폰 TV) - 키타자와 역
- 쇼와겐로쿠라쿠고심중 (2018년 10월 ~ 12월, NHK 종합 텔레비전) - 유라쿠테이 요타로 역

### 영화
- 영화 오란고교 호스트부 (2012년, 소니 픽처즈 엔터테인먼트) - 네코자와 우메히토 역
- 라이어 게임 -재생- (2012년, 토호) - 시모하라다 오사무 역
- 오오쿠~영원~［에몬노스케·츠나요시 편］ (2012년, 쇼치쿠/아스믹 에이스) - 신스케 역
- 특명전대 고버스터즈VS해적전대 고카이저 THE MOVIE (2013년, 토에이) - 쿄류 레드(목소리) 역
- 가면라이더×수퍼전대×우주형사 수퍼히어로 대전 Z (2013년, 토에이) - 키류 다이고/쿄류 레드(목소리) 역
- 극장판 수전전대 쿄류쟈 가브린쵸 오브 뮤직 (2013년, 토에이) - 주연·키류 다이고/쿄류 레드(목소리) 역
- 수전전대 쿄류쟈VS고버스터즈 공룡 대결전! 안녕 영원의 친구여 (2014년, 토에이) - 주연·키류 다이고/쿄류 레드(목소리) 역
- 헤이세이 라이더 대 쇼와 라이더 가면라이더 대전 feat.수퍼전대 (2014년, 토에이) - 키류 다이고/쿄류 레드(목소리) 역
- 우리 현상금 사냥꾼단 (2014년, 토에이) - 주연·아카이 타츠야 역
- 매직 나이트 (2014년, 트리플 업) - 주연·키류 레이라 역
- 열차전대 토큐쟈VS쿄류쟈 THE MOVIE (2015년, 토에이) - 키류 다이고/쿄류 레드(목소리) 역
- orange (2015년, 토호) - 스와 히로토 역
- 얼룩말 (2016년, 팬텀 필름) - 주연
- 울보 광대의 결혼식 (2016년, 스루키토스) - 주연·요스케 역
- Bros.맥스맨 (2017년, KATSU-do) - 주연·타니구치 역
- 너와 100번째 사랑 (2017년, 아스믹 에이스) - 마츠다 나오야 역
- 22년 후의 고백 (2017년, 워너 브라더스 영화)
- 선생님! (2017년, 워너 브라더스 영화) - 카와이 코스케 역
- Bros.맥스맨 (2017년, KATSU-do) - 주연·타니구치 역
- N.T.맥스맨 (2017년, KATSU-do) - 주연·타니구치 역
- 라스트 마일 (2024년, 도호) - 조연·키바야시 나구모 역

### 무대
- OZ (2012년 2월 ~ 3월) - 주연·무토 역
- 낭독극 내 머리 속의 지우개 8th letter (2016년 4월 ~ 5월) - 코스케 역

## 서적

### 사진집
- 퍼스트 사진집 〈Ryusei〉 (2013년, 도쿄 뉴스 통신사) ISBN 4863363354
- 류세이 료 2nd 사진집 〈023〉 (2016년, 도쿄 뉴스 통신사)